# Kevin Spacey
Kevin Spacey Fowler KBE (South Orange, New Jersey, 1959. július 26. –) kétszeres Oscar-díjas amerikai színész, rendező, producer, forgatókönyvíró és énekes.
Színészi pályafutását színpadi színészként kezdte az 1980-as években, majd mellékszereplőként filmekben és a televízió képernyőjén tűnt fel. Az 1990-es évek elején vívta ki a filmkritikusok elismerését: az 1995-ös Közönséges bűnözők című neo-noir stílusú bűnügyi thrillerért megkapta első Oscar-díját legjobb férfi mellékszereplő kategóriában. Az Amerikai szépség (1999) kapuzárási pánikban szenvedő főszereplőjeként második Oscar-díját is átvehette, ezúttal a legjobb férfi főszereplőként.
Az 1990-es évek folyamán további fontosabb szerepei közé tartozik a Glengarry Glen Ross című független filmdráma (1992), a Hetedik című lélektani thriller (1995), a Ha ölni kell című thriller (1996) és a Szigorúan bizalmas című neo-noir bűnügyi film (1997). A 2000-es évektől olyan alkotásokban szerepelt, mint A jövő kezdete című filmdráma (2000), a K-PAX – A belső bolygó című sci-fi (2001), A tengeren túlon című életrajzi musical (2004), a Superman visszatér (2006) és a Nyomd, Bébi, nyomd című akciófilm (2017).
Színpadi színészként A nagymama soha című darabban nyújtott alakításáért Tony-díjat vehetett át. A díj 2017-es gáláján házigazdaként működött közre. A londoni The Old Vic színház művészeti igazgatója volt 2003-tól visszavonulásáig, 2015 közepéig.
Legfontosabb televíziós munkája a Kártyavár című, a Netflix által forgalmazott politikai témájú televíziós drámasorozat, ebben Spacey 2013 óta a főszereplő Francis J. Underwoodot formálja meg. Alakításáért Golden Globe-díjat kapott legjobb férfi főszereplő – dráma tévésorozat kategóriában és két egymást követő alkalommal a legjobb színész (drámasorozat) kategóriában járó Screen Actors Guild-díjat is ő vihette haza.

## Gyermekkora
1959. július 26-án jött világra Kevin Spacey Fowlerként anyakönyvezve, a New Jersey-i South Orange-ban. Anyja (Kathleen) titkárnő és apja (Thomas Fowler) műszaki szerkesztő gyakran kényszerült költözni három gyerekével, míg végül le tudtak telepedni Dél-Kaliforniában.
Kevint beadták a Northridge Katonai Akadémiára nevelési szempontból, de pár hónapra rá kitették az akadémiáról. Ezután a San Fernandó-i Chatsworth főiskolára került, ahol tanulmányi eredményei kezdtek javulni. Nagyon érdekelte a színjátszás, így bekerült A muzsika hangjába. Diplomája megszerzése után rövid ideig a Los Angeles-i Valley Kollégium növendéke lett, ahol megismerkedett Val Kilmerrel, aki arra biztatta, hogy jelentkezzen a Julliard drámaiskolába. Megfogadta, és két évig járt oda, majd a New York-i Shakespeare Festival társulatához csatlakozott. Eleinte színdarabokban tűnt fel, míg végül elkezdett statisztálni és filmekben szerepelni.

## Filmes karrierje

### 1980-as évek
Filmes pályafutása egy kis szereppel kezdődött: tolvajt alakított az aluljáróban, a Féltékenység című moziban. Olyan nagy sztárokkal volt egy filmben, mint Jack Nicholson és Meryl Streep. Egy évvel később, régi példaképével, Jack Lemmonnal szerepelt a Hosszú út az éjszakába című tévéfilmben. A Wiseguy című sorozatban Mel Profittként majdnem egy évadig szerepelt, majd Gene Wilderrel és Richard Pryorral volt látható a Vaklárma című vígjátékban. A '80-as évek végén ismét Lemmonnal játszott két filmben: a The Murder of Mary Phaganban és a Drága papában.

### 1990-es évek
Az 1990-es éveket a Henry és June kosztümös filmben kezdte, azután a Darrow című tévéfilm címszerepét kapta meg. A Glengarry Glen Rossban egyik jelentősebb szerepet kapta, olyan színészekkel, mint Al Pacino, Alec Baldwin, Ed Harris és Jack Lemmon. A Felelősségük teljes tudatábanért már kritikusi elismerést is kapott, a csúcsra mégis az 1995-ös Filmcápák hálójában című filmjével került. Még ugyanebben az évben készült Közönséges bűnözők című filmjéért Oscar-díjat kapott a legjobb férfi mellékszereplő kategóriában.
A szintén 1995-ös Hetedik című filmben Brad Pitt-tel és Morgan Freemannel volt látható, amely igazi kasszasiker lett az amerikai mozikban. 1996-ban a rendezői széket is kipróbálta, azonban az Albínó Aligátor nem lett osztatlan siker, pedig olyan színészek szerepeltek benne, mint Gary Sinise, Matt Dillon és Viggo Mortensen.
A Szigorúan bizalmas című filmben Jack Vincennes nyomozóhadnagyot játszotta, a rendező (Curtis Hanson) mindent Spacey színészi tudására bízott, és csak néha szólt bele a dolgába. Az filmben nyújtott eredménye: több kritikus díj és egy BAFTA-díj-jelölés. Az Éjfél a jó és a rossz kertjében című filmben Jim Williams meleg műgyűjtőt alakította, a rendező Clint Eastwood volt.
1998-ban és 1999-ben csak főszerepet bíztak rá, olyan sztárokkal játszott, mint Samuel L. Jackson a Nincs alkuban, a Zűrzavarban Sean Penn, a Tutiseftben Danny DeVito és Annette Bening az Amerikai szépségben. Utóbbi film a színész életének legnagyobb sikere lett. A filmben Lester Burnham középkorú, életunt üzletembert formálta meg, aki beleszeret lánya egyik osztálytársába. Alakítása BAFTA-díjat, Golden Globe-jelölést, és a legjobb férfi főszereplőnek járó Oscar-díjat eredményezte. 1999 októberében felavatták csillagát a hollywoodi hírességek sétányán, a Hollywood Walk of Fame-en.

### 2000-es évek
A 2000-es évek elején a Kikötői hírekben merőben új területen próbálgathatta szárnyait, aztán pedig a K-PAX – A belső bolygó című filmben egy Prot nevű „földönkívülit” alakított.
2002-ben egy mindössze 5 másodperces jelenete volt a Mike Myers főszereplésével készült, Austin Powers 3. – Aranyszerszám című filmben, melyben Spacey, önmagát alakította.
A következő években újult erővel tért vissza és eljátszotta David Gale-t a David Gale életében. Ezt követte a tragikus sorsú Bobby Darin énekes életéről és Sandra Dee-vel való házasságáról készült Beyond the Sea, magyar címén A tengeren túlon, amelyet igen fontosnak érzett, így forgatókönyvírója, producere, sőt rendezője is volt. A film énekes főhőseként rock and rollt, szvinget és dzsesszt is énekelt. Szerepéért 2005-ben Golden Globe-díj-jelölést kapott a legjobb színész kategóriájában. Az általa énekelt filmzenei album 2006-ban Grammy-díj jelölést kapott.
2006-ban Lex Luthort játszotta a Superman visszatérben, majd Mickey Rosa, egyetemi professzort alakította, a 21 – Las Vegas ostromában.
2008-ban visszatért a tévéfilmekhez, az Újraszámlálás, melyért már ötödjére jelölték Golden Globe-díjra, de ismét „csak” a jelölésig jutott. 2009-ben a Shrink – Dilidoki kiütvében, egy pszichológust alakított, majd hangját adta a Hold című filmhez, végül pedig katonai ruhába bújt a Kecskebűvölők című háborús vígjátékban. A Casino Jackért megkapta hatodik Golden Globe jelölését is, de ezt sem tudta díjra váltani. Legutóbbi filmjei a Krízispont, amely egy befektetési cég 24 óráját mutatja be, valamint a Förtelmes főnökökben, melyben az egyik címszereplőt alakítja.

## Szexuális zaklatási vádak ellene
2017 októberében Anthony Rapp színész azzal vádolta meg Spacey-t, hogy az 1986-ban, részegen agresszív és szexuális módon közeledett az akkor 14 éves Rapp felé. Spacey a Twitteren reagált a vádra. Válaszában kifejtette, hogy bár nem emlékszik az esetre, de ha valóban így cselekedett Rapp-pel szemben, akkor a legőszintébb bocsánatkérésével tartozik a színésznek elfogadhatatlan részeg viselkedése miatt.
Ezt követően mások is a nyilvánosság elé léptek Spacey-vel szemben: az újságíró Heather Unruh, a filmkészítő Tony Montana, a színész Roberto Cavazos, Richard Dreyfuss Henry nevű fia és a Kártyavár című sorozatban dolgozó nyolc további személy is zaklatásokról számolt be. A The Guardian magazin állítása szerint több olyan ember is kapcsolatba lépett velük, akik azt állítják, hogy Spacey – az Old Vic színház művészeti igazgatójaként – abban az időben közismert volt arról, hogy fiatal fiúkat fogdosott és további, elfogadhatatlan módokon viselkedett velük.
A zaklatási vádakkal egy időben törölték a Kártyavár című sorozatot is; a hatodik, egyben befejező évad forgatását felfüggesztették. A sorozat 2018-ban ért volna véget. Egyes források szerint már Spacey botránya előtt megszületett a döntés a sorozat befejezéséről. Bejelentették, hogy Spacey semmilyen formában nem fog részt venni a Kártyavár készítésében. Továbbá a sorozatot készítő Netflix egy olyan életrajzi film utómunkálatait is leállította, amelyben Spacey Gore Vidalt alakítja. A cég bemutatni sem kívánja a filmet a jövőben, illetve minden együttműködést megszakít a színésszel. Az International Academy of Television Arts and Sciences szervezet a közelmúlt eseményeinek fényében úgy döntött, 2017-ben az előzetes tervekkel szemben mégsem Spacey-t tünteti ki a Nemzetközi Emmy-díj – Alapító díjjal.
Sajtóértesülések szerint 2019 júliusában az ügyészség ejtette a vádat Spacey-vel szemben. Spacey végig tagadta a vádakat, és nem találták felelősnek a Rapp 2022-ben New Yorkban benyújtott polgári perében sem. Egy külön büntetőügyben Londonban 2023-ban az esküdtszék felmentette a szexuális zaklatás vádja alól. Ezek a perek rengeteg termékeny időt vettek el tőle, anyagilag majdnem tönkretették és karrierjét szinte "lefejezték", főként  a me-too mozgalom következtében is felerősödött sajtóhadjáratok. Interjúiból kiderül, ma már másképpen látja korábbi viselkedési és magatartásformáit, s meg is bánta azokat, de az abúzus-szintet nem ismeri el,  az óriási médiakampányt és filmipari leszámolást mélyen igazságtalannak tartja és igen túlzónak.  2024 nyarán lassú visszatérése a filmiparban megindult, amit új szerepek és pl. az Olaszországban (Taormina) megkapott  Nemzetek Díja életműdíj is jeleznek.

## Magánélete
1999-ben újságcikkek szerint Dianne Dreyerrel állt romantikus kapcsolatban. 2000-ben együtt jelentek meg az Oscar-díj átadón. A legjobb színésznek járó díj átvétele utáni beszédében Spacey kifejezte háláját és szerelmét Dreyer iránt. Bulvárcikkek szerint Spacey Helen Hunttal és Jennifer Jason Leigh-gel is randevúzgatott ugyanebben az időben.
Szintén 1999-ben egy, a The Sunday Times Magazine-ban megjelent cikk Spacey agglegénységével foglalkozott és utalt rá, hogy az Esquire magazin szerint a színész meleg. Spacey a Playboynak és más magazinoknak adott interjúiban ezt tagadta. Később, 2007-ben a Gotham magazin idézte a színész szavait, miszerint magánéletét nem szándékozik a sajtó elé tárni és fenntartja a jogot annak megőrzéséhez, szakmájától és hírnevétől függetlenül.
Az Anthony Rapp-ügy kapcsán Spacey bocsánatkérése mellett felvállalta, hogy a saját neméhez vonzódik: „voltak kapcsolataim férfiakkal és nőkkel is. Szerettem férfiakat és romantikus viszonyom is volt velük az életem során. Úgy döntöttem, mostantól meleg férfiként fogok élni”. Spacey-t a sajtóban kritikák érték a coming out időzítése miatt.

## Filmográfia

### Film
| Év   | Magyar cím                      | Eredeti cím                             | Szerep                               | Magyar hang       | Rendező             |
| ---- | ------------------------------- | --------------------------------------- | ------------------------------------ | ----------------- | ------------------- |
| 1986 | Féltékenység                    | Heartburn                               | tolvaj a metróban                    |                   | Mike Nichols (1.)   |
| 1988 | Dolgozó lány                    | Working Girl                            | Bob Speck                            | Sörös Sándor      | Mike Nichols (2.)   |
| 1988 | Rocket Gibraltár                | Rocket Gibraltar                        | Dwayne Hanson                        |                   | Daniel Petrie       |
| 1989 | Vaklárma                        | See No Evil, Hear No Evil               | Kirgo                                | Blaskó Péter      | Arthur Hiller       |
| 1989 | Drága papa                      | Dad                                     | Mario                                | Haás Vander Péter | Gary David Goldberg |
| 1990 | A terror csapdájában            | A Show of Force                         | Frank Curtin                         | Csuja Imre        | Bruno Barreto       |
| 1990 | Henry és June                   | Henry & June                            | Richard Osborn                       | Epres Attila      | Philip Kaufman      |
| 1992 | Glengarry Glen Ross             | Glengarry Glen Ross                     | John Williamson                      | Barbinek Péter    | James Foley         |
| 1992 | Felelősségük teljes tudatában   | Consenting Adults                       | Eddy Otis                            | Forgács Péter     | Alan J. Pakula      |
| 1994 | Vasakarat                       | Iron Will                               | Harry Kingsley                       | Forgács Péter     | Charles Haid        |
| 1994 | Egy híján túsz                  | The Ref                                 | Lloyd Chasseur                       | Barbinek Péter    | Ted Demme           |
| 1994 | Filmcápák hálójában             | Swimming with Sharks                    | Buddy Ackerman                       | Dörner György     | George Huang        |
| 1995 | Közönséges bűnözők              | The Usual Suspects                      | Roger "Verbal" Kint                  | Forgács Péter     | Bryan Singer (1.)   |
| 1995 | Vírus                           | Outbreak                                | Casey Schuler őrnagy                 | Rosta Sándor      | Wolfgang Petersen   |
| 1995 | Hetedik                         | Se7en                                   | John Doe                             | Blaskó Péter      | David Fincher       |
| 1996 | Ha ölni kell                    | A Time to Kill                          | Rufus Buckley kerületi ügyész        | Várkonyi András   | Joel Schumacher     |
| 1996 | Albínó aligátor                 | Albino Alligator                        | nem szerepel                         |                   | Kevin Spacey (1.)   |
| 1997 | Szigorúan bizalmas              | L.A. Confidential                       | Jack Vincennes nyomozóhadnagy        | Balkay Géza       | Curtis Hanson       |
| 1997 | Éjfél a jó és a rossz kertjében | Midnight in the Garden of Good and Evil | Jim Williams                         | Szilágyi Tibor    | Clint Eastwood      |
| 1998 | Nincs alku                      | The Negotiator                          | Chris Sabian hadnagy                 | Szakácsi Sándor   | F. Gary Gray        |
| 1998 | Zűrzavar                        | Hurlyburly                              | Mickey                               | Epres Attila      | Anthony Drazan      |
| 1998 | Egy bogár élete                 | A Bug's Life                            | Szökken (hangja)                     | Dörner György     | John Lasseter       |
| 1999 | Amerikai szépség                | American Beauty                         | Lester Burnham                       | Máté Gábor        | Sam Mendes          |
| 1999 | Tuti seft                       | The Big Kahuna                          | Larry Mann                           | Kőszegi Ákos      | John Swanbeck       |
| 2000 | Ártatlan bűnöző                 | Ordinary Decent Criminal                | Michael Lynch                        | Kőszegi Ákos      | Thaddeus O'Sullivan |
| 2000 | A jövő kezdete                  | Pay It Forward                          | Eugene Simonet                       | Sörös Sándor      | Mimi Leder          |
| 2001 | K-PAX – A belső bolygó          | K-PAX                                   | Prot / Robert Porter                 | Szervét Tibor     | Iain Softley        |
| 2001 | Kikötői hírek                   | The Shipping News                       | Quoyle                               | Szakácsi Sándor   | Lasse Hallström     |
| 2002 | Austin Powers – Aranyszerszám   | Austin Powers in Goldmember             | önmaga (Dr. Genya a filmben) (cameo) | Epres Attila      | Jay Roach           |
| 2003 | David Gale élete                | The Life of David Gale                  | David Gale                           | Sörös Sándor      | Alan Parker         |
| 2003 | A fiatalkorú                    | The United States of Leland             | Albert F. Fitzgerlad                 | Szakácsi Sándor   | Matthew Ryan Hoge   |
| 2004 | A tengeren túlon                | Beyond the Sea                          | Bobby Darin                          | Czvetkó Sándor    | Kevin Spacey (2.)   |
| 2005 | Edison                          | Edison                                  | Levon Wallace                        | Forgács Péter     | David J. Burke      |
| 2006 | Superman visszatér              | Superman Returns                        | Lex Luthor                           | Forgács Péter     | Bryan Singer (2.)   |
| 2007 | Télbratyó                       | Fred Claus                              | Clyde                                | Barbinek Péter    | David Dobkin        |
| 2008 | 21 – Las Vegas ostroma          | 21                                      | Micky Rosa professzor                | Kőszegi Ákos      | Robert Luketic      |
| 2008 |                                 | Telstar: The Joe Meek Story             | Wilfred Banks polgármester           |                   | Nick Moran          |
| 2009 | Hold                            | Moon                                    | GERTY (hangja)                       | Kőszegi Ákos      | Duncan Jones        |
| 2009 | Shrink – Dilidoki kiütve        | Shrink                                  | Henry Carter                         | Blaskó Péter      | Jonas Pate          |
| 2009 | Kecskebűvölők                   | The Men Who Stare at Goats              | Larry Hooper                         | Kőszegi Ákos      | Grant Heslov        |
| 2010 |                                 | Father of Invention                     | Robert Axle                          |                   | Trent Cooper        |
| 2010 | Casino Jack                     | Casino Jack                             | Jack Abramoff                        | Kőszegi Ákos      | George Hickenlooper |
| 2011 | Krízispont                      | Margin Call                             | Sam Rogers                           | Kőszegi Ákos      | J. C. Chandor       |
| 2011 | Förtelmes főnökök               | Horrible Bosses                         | Dave Harken                          | Epres Attila      | Seth Gordon         |
| 2011 | Elválaszthatatlanok             | Inseparable                             | Chuck                                |                   | Dayyan Eng          |
| 2012 |                                 | Envelope (rövidfilm)                    | Evgeniy Petrov                       |                   | Aleksey Nuzhny      |
| 2014 | Förtelmes főnökök 2.            | Horrible Bosses 2                       | Dave Harken                          | Epres Attila      | Sean Anders         |
| 2016 | Elvis és Nixon                  | Elvis & Nixon                           | Richard Nixon                        | Epres Attila      | Liza Johnson        |
| 2016 | Kilenc élet                     | Nine Lives                              | Tom Brand / Mr. Fuzzypants           | Epres Attila      | Barry Sonnenfeld    |
| 2017 | Salinger                        | Rebel in the Rye                        | Whit Burnett                         |                   | Danny Strong        |
| 2017 | Nyomd, Bébi, nyomd              | Baby Driver                             | Doc                                  | Epres Attila      | Edgar Wright        |
| 2018 | Milliárdos fiúk klubja          | Billionaire Boys Club                   | Ron Levin                            | Epres Attila      | James Cox           |
| 2022 |                                 | Bilo jednom u Hrvatskoj                 | Franjo Tuđman                        |                   | Jakov Sedlar        |
| 2022 |                                 | The Man Who Drew God                    | nyomozó                              |                   | Franco Nero         |
| 2023 |                                 | Peter Five Eight                        | Peter                                |                   | Michael Zaiko Hall  |

### Televízió
| Év        | Magyar cím          | Eredeti cím                       | Szerep                    | Megjegyzések                                                  |
| --------- | ------------------- | --------------------------------- | ------------------------- | ------------------------------------------------------------- |
| 1987      |                     | The Equalizer                     | Cole nyomozóőrmester      | 1 epizód                                                      |
| 1987      |                     | Long Day's Journey into Night     | James "Jamie" Tyrone Jr   | tévéfilm                                                      |
| 1987      |                     | Crime Story                       | Rourke szenátor           | 1 epizód                                                      |
| 1988      |                     | The Murder of Mary Phagan         | Wes Brent                 | minisorozat                                                   |
| 1988      |                     | Wiseguy                           | Mel Profitt               | 7 epizód                                                      |
| 1988      |                     | Unsub                             | Benton                    | 1 epizód                                                      |
| 1990      | A méltóság nevében  | When You Remember Me              | Wade                      | tévéfilm                                                      |
| 1990      | Kegyvesztettek      | Fall from Grace                   | Jim Bakker                | tévéfilm                                                      |
| 1991      | Darrow              | Darrow                            | Clarence Darrow           | - tévéfilm - magyar hangja: - Czvetkó Sándor                  |
| 1992      |                     | L.A. Law                          | Giles Keenan              | 1 epizód                                                      |
| 1993      |                     | TriBeCa                           | Chris Boden               | 1 epizód                                                      |
| 1994      | A szuperágyú        | Doomsday Gun                      | Jim Price                 | - tévéfilm - magyar hangja: - Kőszegi Ákos                    |
| 1997–2006 | Saturday Night Live | Saturday Night Live               | önmaga (házigazda)        | 2 epizód                                                      |
| 2003      |                     | Freedom: A History of Us          | több szerep               | 6 epizód                                                      |
| 2008      | Újraszámlálás       | Recount                           | Ron Klain                 | - tévéfilm - magyar hangja: - Csankó Zoltán                   |
| 2010      |                     | Gorilla School                    | narrátor (hangja)         | 12 epizód                                                     |
| 2012      |                     | Johnny Carson: King of Late Night | narrátor (hangja)         | különkiadás                                                   |
| 2013–2017 | Kártyavár           | House of Cards                    | Francis "Frank" Underwood | - 65 epizód - vezető producer - magyar hangja: - Epres Attila |
| 2013      |                     | 2014 Breakthrough Prize Ceremony  | önmaga (házigazda)        | különkiadás                                                   |
| 2014      | The Colbert Report  | The Colbert Report                | Frank Underwood           | 1 epizód                                                      |
| 2017      | 71. Tony-gála       | 71st Tony Awards                  | önmaga (házigazda)        | különkiadás                                                   |
| 2017      | Manhunt             | Manhunt: Unabomber                | nem szerepel              | minisorozat (vezető producer)                                 |

## Fontosabb díjai és jelölései
| Év   | Megnevezés | Díj Kategória                                                                         | Film               |
|      |            | Oscar-díj                                                                             |                    |
| ---- | ---------- | ------------------------------------------------------------------------------------- | ------------------ |
| 2000 | díj:       | Oscar-díj a legjobb férfi főszereplő                                                  | Amerikai szépség   |
| 1996 | díj        | Oscar-díj a legjobb férfi mellékszereplő                                              | Közönséges bűnözők |
|      |            | BAFTA-díj                                                                             |                    |
| 2002 | jelölés:   | BAFTA-díj a legjobb férfi főszereplő                                                  | Kikötői hírek      |
| 2000 | díj:       | BAFTA-díj a legjobb férfi főszereplő                                                  | Amerikai szépség   |
| 1998 | jelölés:   | BAFTA-díj a legjobb férfi főszereplő                                                  | Szigorúan bizalmas |
|      |            | Emmy-díj                                                                              |                    |
| 2008 | jelölés:   | Emmy-díj a legjobb férfi főszereplő (televíziós minisorozat vagy tévéfilm)            | Újraszámlálás      |
| 2008 | jelölés:   | Emmy-díj a legjobb televíziós minisorozat vagy tévéfilm                               | Bernard és Doris   |
|      |            | Golden Globe-díj                                                                      |                    |
| 2011 | jelölés:   | Golden Globe-díj Legjobb férfi színész (komédia vagy musical)                         | Casino Jack        |
| 2009 | jelölés:   | Golden Globe-díj Legjobb férfi főszereplő (minisorozat vagy tévéfilm)                 | Újraszámlálás      |
| 2005 | jelölés:   | Golden Globe-díj Legjobb férfi színész (komédia vagy musical)                         | A tengeren túlon   |
| 2002 | jelölés:   | Golden Globe-díj Legjobb férfi színész (dráma)                                        | Kikötői hírek      |
| 2000 | jelölés:   | Golden Globe-díj Legjobb férfi színész (dráma)                                        | Amerikai szépség   |
| 1996 | jelölés:   | Golden Globe-díj Legjobb férfi mellékszereplő                                         | Közönséges bűnözők |
| 2014 | jelölés:   | Golden Globe-díj Legjobb férfi színész (Legjobb televíziós sorozat, drámai kategória) | Kártyavár          |
| 2015 | díj:       | Golden Globe-díj Legjobb férfi színész (Legjobb televíziós sorozat, drámai kategória) | Kártyavár          |
|      |            | Grammy-díj                                                                            |                    |
| 2006 | jelölés:   | Grammy-díj Legjobb férfi énekes – mozifilmben                                         | A tengeren túlon   |
|      |            | Egyéb díjak                                                                           |                    |
| 2024 | díj        | Nations Award for Lifetime Achievement azaz Nemzetek díja (Taormina)                  | életműdíj          |